# Vetmuis
De vetmuis (Steatomys pratensis)  is een zoogdier uit de familie van de Nesomyidae. De wetenschappelijke naam van de soort werd voor het eerst geldig gepubliceerd door Peters in 1846.

## Voorkomen
De soort komt voor in Angola, Botswana, Kameroen, de Centraal-Afrikaanse Republiek, Congo-Kinshasa, Malawi, Mozambique, Namibië, Zuid-Afrika, Soedan, Swaziland, Tanzania, Zambia en Zimbabwe.